# Microsoft Windows 8
Windows 8 er et styresystem, udviklet af Microsoft. Det blev udgivet den 26. oktober 2012 og er efterfølgeren til Windows 7, der udkom i 2009. Systemet blev efterfulgt af Windows 10.
Windows 8 introducerede en ny brugergrænseflade baseret på Microsofts "Metro" design, der har et startbillede der består af fliser hvis indhold automatisk opdateres og som repræsenterer programmer. Den nye brugeregrænseflade blev første gang brugt på Zune-enheder, Microsofts mp3-afspillere, og senere hen på Windows Phone 7. Det er designet til at kunne bruges med en berøringsfølsom skærm. Nyt i Windows 8 er også Windows Store til at købe applikationer ligesom det kendes fra fx Mac App Store og Google Play. Der er også mulighed for at synkronisere programmer og indstillinger mellem forskelige maskiner der kører Windows 8 fx mellem Windows Phone 8 og Microsoft Surface eller en desktop PC.
Windows 8 blev blandt andet kritiseret for at have fjernet startmenuen fra de tidligere Windows-versioner, samt at fokusere for meget på mobile brugere, hvilket gik ud over anvendelsen på computere. Styresystemet fik ikke den succes, som Microsoft havde håbet, og omkring 80% af alle virksomheder bruger fortsat Windows 7 eller ældre versioner.